# العلاقات الأندورية الكينية
العلاقات الأندورية الكينية هي العلاقات الثنائية التي تجمع بين أندورا وكينيا.

## مقارنة بين البلدين
هذه مقارنة عامة ومرجعية للدولتين:
| وجه المقارنة                                              | أندورا                                                     | كينيا                         |
| --------------------------------------------------------- | ---------------------------------------------------------- | ----------------------------- |
| المساحة (كم2)                                             | 468                                                        | 581.31 ألف                    |
| عدد السكان (نسمة)                                         | 76.18 ألف                                                  | 48.47 مليون                   |
| الكثافة السكانية (ن./كم²)                                 | 16.28 ألف                                                  | 83.38                         |
| العاصمة                                                   | أندورا لا فيلا                                             | نيروبي                        |
| اللغة الرسمية                                             | اللغة الكتالونية                                           | اللغة السواحلية، لغة إنجليزية |
| العملة                                                    | يورو                                                       | شيلينغ كيني                   |
| الناتج المحلي الإجمالي (بليون دولار)                      | 3.01 مليار                                                 | 74.94 مليار                   |
| الناتج المحلي الإجمالي (تعادل القوة الشرائية) بليون دولار |                                                            | 142.24 مليار                  |
| الناتج المحلي الإجمالي الاسمي للفرد دولار أمريكي          |                                                            | 1.38 ألف                      |
| الناتج المحلي الإجمالي للفرد دولار أمريكي                 |                                                            | 2.95 ألف                      |
| مؤشر التنمية البشرية                                      | 0.858                                                      | 0.548                         |
| رمز المكالمات الدولي                                      | +376                                                       | +254                          |
| رمز الإنترنت                                              | .ad                                                        | .ke                           |
| المنطقة الزمنية                                           | ت ع م+01:00، توقيت وسط أوروبا، ت ع م+02:00، أوروبا/أندورا ‏ | ت ع م+03:00                   |

## منظمات دولية مشتركة
يشترك البلدان في عضوية مجموعة من المنظمات الدولية، منها:
| علم المنظمة | اسم المنظمة                   | تاريخ انضمام أندورا | تاريخ انضمام كينيا |
| ----------- | ----------------------------- | ------------------- | ------------------ |
|             | الاتحاد الدولي للاتصالات      | 12 نوفمبر 1993      | 11 أبريل 1964      |
|             | منظمة حظر الأسلحة الكيميائية  | ?                   | ?                  |
|             | يونسكو                        | 20 أكتوبر 1993      | 7 أبريل 1964       |
|             | الأمم المتحدة                 | 28 يوليو 1993       | 16 ديسمبر 1963     |
|             | منظمة الشرطة الجنائية الدولية | ?                   | ?                  |

## وصلات خارجية
- موقع وزارة الخارجية الأندورية
- موقع وزارة الخارجية الكينية